# Alle mand på dæk
Alle mand på dæk er en dansk folkekomedie fra 1942 instrueret af George Schnéevoigt efter manuskript af Fleming Lynge.

## Handling
En sommerdag i Marstal ligger skonnerten "Nordstjernen" i havnen. På rælingen sidder skipperens datter, Else Trolle, og spiller på harmonika, mens hun synger en rask sømandssang. Else er en frejdig sømandspige, der har levet næsten hele sit liv om bord på sin fars skude. Skipperens kompagnon, Niels Elkjær, kommer om bord. Han har længe haft et godt øje til Else og benytter nu lejligheden til at fri, et frieri som Else umiddelbart afslår - men senere lidt presset indvilliger i.

## Medvirkende
Blandt de medvirkende kan nævnes:
- Karl Jørgensen
- Gerd Gjedved
- Poul Petersen
- Rasmus Christiansen
- Henry Nielsen
- Elith Foss
- Helga Frier
- Valdemar Møller
- Hans Kurt
- Maria Garland
- Per Buckhøj
- Gull-Maj Norin